# Зинково
Зинково — деревня в Косинском районе Пермского края. Входит в состав Левичанского сельского поселения. Располагается южнее районного центра, села Коса. Расстояние до районного центра составляет 48 км. По данным Всероссийской переписи населения 2010 года, в деревне проживало 14 человек (10 мужчин и 4 женщины).

## История
До Октябрьской революции населённый пункт Зинково входил в состав Чураковской волости, а в 1927 году — в состав Лямпинского сельсовета. По данным переписи населения 1926 года, в деревне насчитывалось 44 хозяйства, проживало 244 человека (114 мужчин и 130 женщин). Преобладающая национальность — коми-пермяки.
По данным на 1 июля 1963 года, в деревне проживало 142 человека. Населённый пункт входил в состав Чураковского сельсовета.